# Louis-Bernard Coclers
Pour les articles homonymes, voir Coclers.
Louis-Bernard Coclers, né le 5 mai 1741 à Liège et mort dans la même ville le 20 avril 1817, est un graveur, peintre et collectionneur d'art du XVIIIe siècle, actif à Liège, à Rome, en Hollande et à Paris.

## Biographie
Louis-Bernard Coclers est le fils du peintre Jean-Baptiste Coclers, qui lui donne sa première formation. Il poursuit ensuite sa formation en Italie, à Rome (1759-1762). Rentré à Liège, il part un peu plus tard pour la Hollande, où il pratique surtout le portrait et la peinture de genre. Il réside surtout à Leyde et Amsterdam.
En 1817, il revient se fixer à Liège, où il finit ses jours.

## Œuvre
Comme son compatriote Léonard Defrance, il témoigne des thèmes nouveaux qui apparaissent à la fin du XVIIIe siècle, liés en particulier au début de la science et de l'industrialisation.
De nombreuses œuvres de Louis-Bernard Coclers sont conservées à la Galerie Wittert de l'Université de Liège et au Rijksmuseum d'Amsterdam.
- La Visite de la forge, 1771, huile sur toile, 43 × 60 cm, Musée des beaux-arts d'Agen[2]
- Portrait de jeune femme, bois, 29,5 × 23,2 cm, s.d.

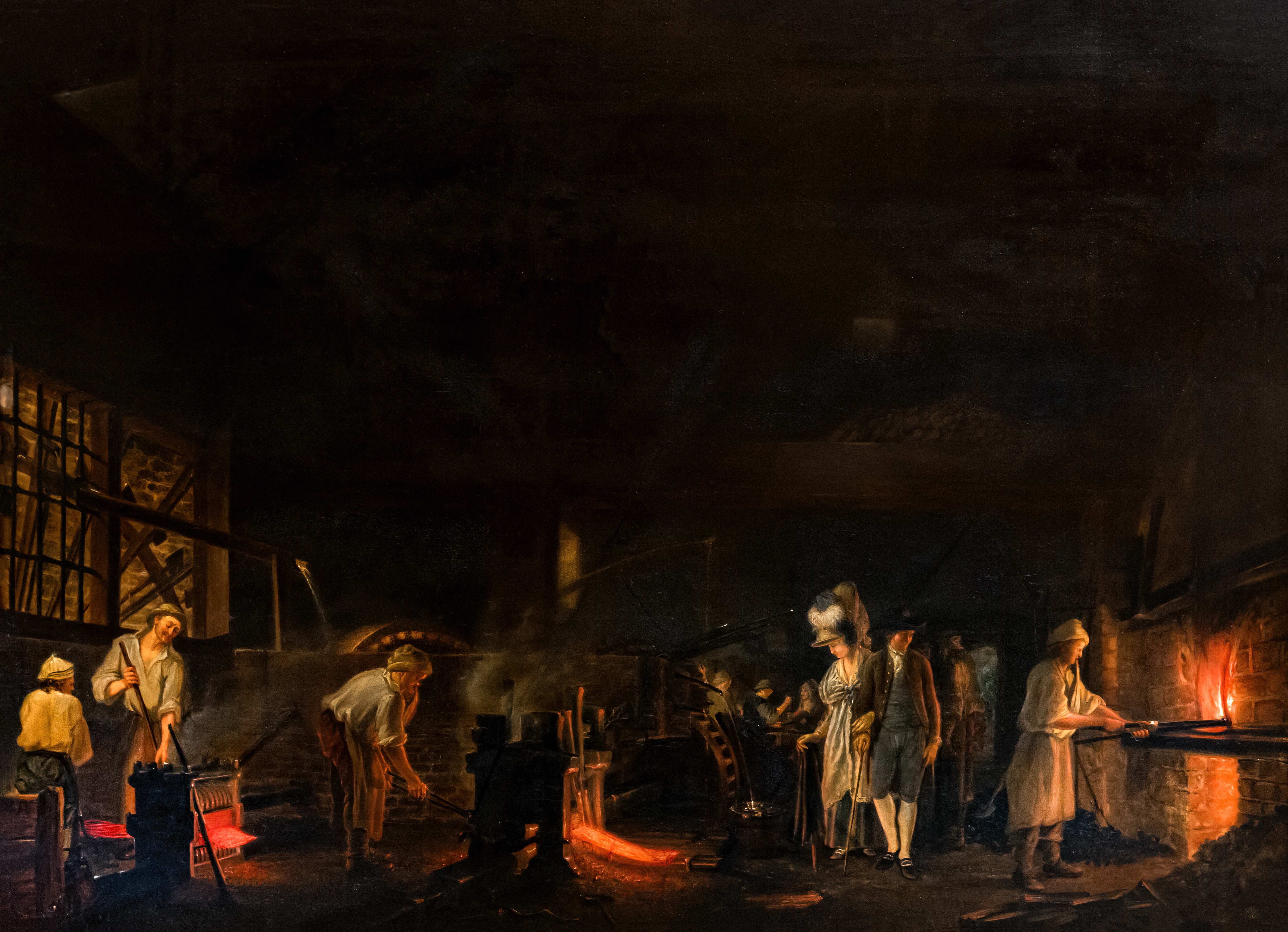
La Visite de la forge- Musée des Beaux-Arts d'Agen